# Дылбоков, Сава
Сава Атанасов Дылбоков (болг. Сава Атанасов Дълбоков; 17 декабря 1919, с. Овча-Могила, Великотырновский округ, Третье Болгарское царство — 14 апреля 2017) — болгарский партийный и государственный деятель, секретарь ЦК БКП (1972—1976), заместитель председателя Совета Министров НРБ (1971—1972 и 1976—1978). Герой Социалистического Труда НРБ.

## Биография
Окончил юридический факультет Софийского университета. Кандидат экономических наук (1964).
Член БКП с 1936 г.
Во время Второй мировой войны являлся участником национально-освободительного движения. В 1942 г. он ушел в подполье и вступил в партизанский отряд им. Христо Ботева, который действовал в Свиштовском районе, занимал должность политического комиссара. Через год он стал политруком Горнооряховского партизанского отряда, , действовавшего против фашистов в Великотырновском округе. В соответствии с Законом о защите государства ему было вынесено 3 смертных приговора.
В послевоенные годы находился на партийно-государственных должностях.
- 1949—1950 гг. — первый секретарь Свшиштовского районного комитета БКП,
- 1950—1960 гг. — первый секретарь Плебейского областного комитета БКП,
- 1960—1962 гг. — первый заместитель министра финансов НРБ,
- 1971—1972 гг. — заместитель председателя Совета Министров, председатель Госплана НРБ, одновременно заведующий планово-экономического отдела ЦК БКП,
- 1972—1976 гг. — секретарь ЦК БКП,
- 1976—1978 гг. — заместитель председателя Совета Министров, министр снабжения и государственных резервов НРБ.

С 1978 по 1990 г. — первый заместитель председателя Национального совета Отечественного фронта.
Член Народного собрания Болгарии (1945—1990).
Автор ряда публикаций в области финансово-кредитной системы. Опубликовал мемуары.

## Награды и звания
Герой Социалистического Труда НРБ, награжден орденом «Георгий Димитров».
Почетный гражданин города Свиштова.